# Le Trou
Le Trou is een Franse film uit 1960 van regisseur Jacques Becker. Het verhaal is gebaseerd op het gelijknamige boek van José Giovanni uit 1957. De film vertelt het waargebeurde verhaal van vijf gevangenen, die in 1947 proberen te ontsnappen uit de La Santé gevangenis in Parijs.
Jacques Becker overleed een paar weken nadat de film was voltooid. Hij heeft de première van de film in Cannes niet meegemaakt. Acteur Jean Keraudy was ook daadwerkelijk betrokken bij de ontsnappingspoging van 1947.

## Rolverdeling
| Acteur             | Personage      |
| ------------------ | -------------- |
| Michel Constantin  | Geo Cassine    |
| Jean Keraudy       | Roland Darbant |
| Philippe Leroy     | Manu Borelli   |
| Raymond Meunier    | Vossellin      |
| Marc Michel        | Claude Gaspard |
| Jean-Paul Coquelin | Grinval        |
| André Bervil       | de directeur   |
| Eddy Rasimi        | Bouboule       |